# Фолк (ТВ серија)
Фолк је српска телевизијска серија која се снимала од 2011. до 2014. године.
Пилот епизода приказана је 7. јануара 2012. године на Првој српској телевизији, а од 11. новембра почело је редовно приказивање прве сезоне која садржи 10 епизода. Приказивање друге сезоне, од 11 епизода, почело је 4. марта 2014.

## Синопсис
Дванаестогодишња Звездана (Катарина Богићевић) пева по кафанама и свадбама заједно са својим татом (Борис Исаковић), од чега и живе. Звездана попушта у школи и има лоше оцене, те јој разредна учитељица (Јасна Ђуричић) саветује да престане да пева или ће пасти годину, али њеног оца то не интересује. Звездана се припрема за републичко такмичење у чему јој помаже учитељица Слађа (Наташа Тапушковић). 

## Сезоне
| Сезона | Сезона | Епизода | Премијерно емитовање | Премијерно емитовање |
| Сезона | Сезона | Епизода | Почетак емитовања    | Завршетак емитовања  |
| ------ | ------ | ------- | -------------------- | -------------------- |
|        | 1      | 10      | 11. новембар 2012.   | 27. јануар 2013.     |
|        | 2      | 11      | 4. март 2014.        | 13. мај 2014.        |

## Улоге
| Глумац:                | Улога:                                |
| ---------------------- | ------------------------------------- |
| Миљана Гавриловић      | Звездана Анђелковић (старија-дијалог) |
| Катарина Богићевић     | Звездана Анђелковић (млађа)           |
| Невена Божовић         | Звездана Анђелковић (старија-сонгови) |
| Борис Исаковић         | Миленко Анђелковић Батица             |
| Наташа Нинковић        | Љубина Анђелковић                     |
| Марко Живић            | менаџер Лепи Лукић                    |
| Никола Ракочевић       | Нино                                  |
| Наташа Тапушковић      | учитељица Слађа                       |
| Никола Којо            | Јагњило                               |
| Урош Јаковљевић        | Адам (старији)                        |
| Маја Шуша              | Дивна (старија)                       |
| Емилија Терзић         | Дивна (млађа)                         |
| Милош Самолов          | Пеле                                  |
| Јасна Ђуричић          | разредна Kевићка                      |
| Даница Максимовић      | Лепа Сека                             |
| Слободан Тешић         | Јагњилов радник                       |
| Жељко Митровић         | Мики Јез                              |
| Срђан Тодоровић        | Голуб                                 |
| Драган Бјелогрлић      | Гане Папагај                          |
| Милош Влалукин         | Папи                                  |
| Горан Радаковић        | Оки                                   |
| Милош Ђорђевић         | Гага                                  |
| Александра Манасијевић | Сашка Ожеговић                        |
| Ива Штрљић             | Цицка                                 |
| Љубомир Бандовић       | Лојо                                  |
| Љиљана Стјепановић     | Лепомирова мајка                      |
| Горан Шушљик           | Дања                                  |
| Нада Шаргин            | Галина                                |
| Наташа Марковић        | Жижа Арамбашић                        |
| Жарко Лазић            | Доктор Цветић                         |
| Виктор Савић           | Ћаћић                                 |
| Раде Марковић          | Ленон Савовић                         |